# Федерация хоккея Туркменистана
Национальный центр зимних видов спорта Туркменистана (туркм. Turkmenistanyň gyşgy sport görnüşleriniň milli merkezi) — организация, которая занимается проведением соревнований по хоккею на территории Туркменистана. Образована в 2012 году, ассоциированный член Международной федерации хоккея с шайбой с 15 мая 2015 года. В стране — 4 зала для игры в хоккей, зарегистрировано более 182 хоккеистов (более 62 из них — взрослые).

## История
В 2014 году, на конгрессе IIHF в Минске, была подана официальная заявка о вступлении Национального центра хоккея Туркменистана в состав Международной федерации хоккея (IIHF). 15 мая 2015 года заявка Туркменистана была одобрена, Национальный центр зимних видов спорта Туркменистана стал 74 ассоциированным членом IIHF.

## Председатели
Федерация хоккея Туркменистана создана в 2012 году под названием Национальный центр зимних видов спорта Туркменистана.
| Фамилия Имя Отчество           | Срок работы                  |
| ------------------------------ | ---------------------------- |
| Реджепов Бегенч Патышакулиевич | 01.03.2012 — 30.06.2015      |
| Худайбердыев Агаджан           | 30.06.2015 — 15.01.2017      |
| Худайбердыев Джора             | 15.01.2017 — настоящее время |

## Клубный хоккей
Ежегодно проводится Чемпионат Туркменистана по хоккею состоящий из 8 команд. Первый чемпионат был проведен в 2014 году. Соревнования проходят в два круга по 28 игр в каждом. Команды, занявшие с первого по четвертое места в чемпионате, разыграют между собой Кубок Туркменистана по хоккею. Ведущие команды — «Багтыярлык» и «Галкан».

## Национальная сборная
Сборная Туркменистана проведёт официальные матчи под эгидой IIHF в Квалификации третьего дивизиона чемпионата мира 2018.

## Ледовые арены
Президент Туркменистана Сапармурат Туркменбаши приказал построить ледовый дворец в пустыне предгорья Копетдага. «Давайте построим ледовый дворец — величественный и большой, способный вместить тысячу человек», — сказал Туркменбаши. — «Наши дети могут учиться кататься на лыжах, мы можем построить там кафе и рестораны». В 2006 году компания Bouygues завершила строительство первого Ледового дворца. В настоящий моммент во дворце проводят игры и тренировки ашхабадские хоккейные команды и Сборная Туркменистана по хоккею с шайбой.
В 2011 году в стране было открыто второе ледовое сооружение — стоимостью 134,4 млн евро. Общая площадь нового спортивного сооружения составляет 107 тысяч квадратных метров. В центре дворца разместилась ледовая арена размером 60 на 30 метров. Одна из крупнейших хоккейных арен СНГ.